# Udema
Udema was een (export)slachterij in het Drentse dorp Gieten.

## Geschiedenis
Waldrik Udema (1858-1931) was oorspronkelijk timmerman van beroep maar na een ongeluk dat hem zijn linkerhand kostte werd hij biggenhandelaar. Circa 1895  begon hij vervolgens ook met slachten, in een bescheiden exportslachterij in zijn woonplaats, Kiel-Windeweer. In 1904 besloot hij het bedrijf te verplaatsen naar Gieten vanwege de gunstiger transportmogelijkheden vanaf die plaats. Zo werd op 15 juni 1905 de spoorlijn Gasselternijveen-Assen van de NOLS in gebruik genomen; het station van Gieten lag direct naast de slachterij.
In 1920 zetten twee zonen van Waldrik, Jan (1882-1941), de oudste en de een na jongste, Fokko (1893-1964), de op export gerichte slachterij voort. In 1926 startte men met het zouten van baconvarkens. Na het overlijden van Jan in 1941 werd diens zoon Waldrik (1906-1985) mededirecteur. Het bedrijf groeide door tot er bij het uitbreken van de Tweede Wereldoorlog zo'n tweehonderd personeelsleden in dienst waren. In de oorlogsjaren bleef de fabriek doordraaien in dienst van de bezetter. Voornamelijk Duitse slagers waren er aan het werk. Kort voor de bevrijding van Gieten op 13 april 1945 werden vele terugtrekkende Duitse soldaten in de fabriek ondergebracht. Op 12 april nog werd het gebouw door de geallieerden gebombardeerd.
In 1961 werd de 'NV Exportslachterij, voorheen W. Udema & Zonen' verkocht aan Unilever. Waldrik en zijn beide zonen hadden het familiebedrijf willen behouden, maar Fokko zette de verkoop door. Unilever had vooral belang bij de eigen aanvoer van varkens waarover Udema beschikte. Ook het personeelsaanbod in Gieten was voor Unilever aantrekkelijk. Zowel de productie als het aantal arbeidskrachten (bij de overname ruim 350) werden in de jaren '60 fors uitgebreid. Op zijn top bood het vleesverwerkende bedrijf werk aan zes- tot zevenhonderd mensen. Steeds meer onderdelen van de vleesverwerking bij Unilever werden echter in de loop der jaren naar Oss (Noord-Brabant) overgeplaatst. Gedurende de jaren '80 besloot Unilever afstand van zijn varkensslachterijen te doen, wat in 1989 leidde tot de verkoop van Udema aan NVC Holdings uit Lochem (Gelderland). Twee jaar later kwam het bedrijf volledig in handen van Coveco dat sinds 1989 al de helft van de aandelen bezat. Wegens financiële problemen van dit concern moest Udema in 1995 zijn poorten sluiten.
Nadat de fabrieksgebouwen na een grote brand in 1997 grotendeels verloren waren gegaan, is het terrein na sloop van de resten gebruikt voor woningbouw.
In 2008 verscheen van de hand van Martin Hendriksma de roman Familievlees, die hij baseerde op de lotgevallen van Waldrik Udema, zijn zonen en hun slachterij.